# Richard de Palatinat-Simmern
Richard de Palatinat-Simmern (25 juillet 1521 à Simmern – 13 janvier 1598 à Ravengiersburg) est le comte Palatin du Rhin de Simmern-Sponheim de 1569 jusqu'en 1598.
Richard est né à Simmern en 1521, fils de Jean II de Palatinat-Simmern et de Béatrice de Bade. En 1569, il succède à son frère Georges de Palatinat-Simmern-Sponheim. Richard est mort à Simmern en 1598. Sans enfants survivants, Simmern-Sponheim est transmise par son petit-neveu Frédéric IV.

## Mariage
Richard épouse Julienne de Wied (c. 1545 - 30 avril 1575), fille du comte Jean IV de Wied, le 30 juillet 1569 et a plusieurs enfants:
1. Julienne (21 novembre 1571 – 4 février 1592)
2. Catherine (10 mai 1573 – 12 octobre 1576)
3. Fils mort-né (1574)
4. Fils mort-né (30 avril 1575)

Richard épouse en secondes noces Émilie de Wurtemberg (19 août 1550 - 4 juin 1589), fille de Christophe de Wurtemberg, le 26 mars 1578.
Richard épouse en troisièmes noces Anne-Marguerite de Palatinat-Veldenz (17 janvier 1571 - 1er novembre 1621), fille du comte Palatin Georges-Jean de Palatinat-Veldenz, le 14 décembre 1589.